# Pegylis angolensis
Pegylis angolensis är en skalbaggsart som beskrevs av Moser 1915. Pegylis angolensis ingår i släktet Pegylis och familjen Melolonthidae. Inga underarter finns listade i Catalogue of Life.